# Āzādshahr (kommunhuvudort)
Āzādshahr (persiska: Shāh Pasand, شاه پسند, آزاد شهر) är en kommunhuvudort i Iran.   Den ligger i provinsen Golestan, i den norra delen av landet, 400 km öster om huvudstaden Teheran. Āzādshahr ligger 143 meter över havet och antalet invånare är 47 590.
Terrängen runt Āzādshahr är varierad.Runt Āzādshahr är det ganska tätbefolkat, med 60 invånare per kvadratkilometer. Närmaste större samhälle är Gonbad-e Kāvūs, 18,2 km norr om Āzādshahr. Trakten runt Āzādshahr består till största delen av jordbruksmark.